# 黃汴墓
黃汴墓是明代南京刑部主事黃汴的墓，位於中華民國福建省金門縣金沙鎮汶沙里英坑聚落，建於嘉靖年間，墓前有浮雕牌樓，上刻“文水黃公呂氏墓”，墓龜由兩條長方形石板直接穿過兩端雕刻龍首圖形的屏石，設有石羊一對、石馬一對，1999年登記為金門縣縣定古蹟。